# Onthophagus mairuu
Onthophagus mairuu là một loài bọ cánh cứng trong họ Bọ hung (Scarabaeidae).